# 寺村信行
寺村 信行（てらむら のぶゆき、1937年3月24日 - ）は、日本の官僚。元国税庁長官。血液型はB型。

## 来歴
満洲生まれ、育ちは愛知県。蒲郡市立形原小学校、形原中学校中途で港区立青山中学校に転校。都立日比谷高校を経て東京大学法学部三類（政治学）を卒業後の1961年、大蔵省入省。最初の配属は、銀行局金融制度調査官付（のちの同局調査課）。1967年7月、名古屋北税務署長。
主に官房と主計局に長く在籍し、銀行局経験は入省時の2年2ヶ月余りと、総務課長補佐（総括）時代（1976年7月-1977年6月）のみ。その後、主計官（法規課）、同（農林水産担当）などを経て、山口光秀次官 - 西垣昭官房長時代、続いて吉野良彦次官 - 小粥正巳官房長時代の1985-1987年の2年間、官房秘書課長。
1987年からの3年間、主計局次長。同局末席次長、次席次長、筆頭次長と昇格する間、西垣や小粥局長の下、斎藤次郎、篠沢恭助らが上司に、藤井威（のち内閣内政審議室長）、小村武、涌井洋治、中島義雄らが部下にいた。
秘書課長時代から"大蔵本流"の山口、吉野両次官などに仕え、また大物OBの竹内道雄、長岡實、松下康雄らにアプローチしたことで、自らも"大蔵本流"入りする人脈を築き上げた。経済企画庁官房長を経て、バブル崩壊後、"大蔵本流"として、金融制度改革の仕上げのためにピンチヒッターとして理財局長から銀行局長に横すべりした。土田正顕前銀行局長の後任には、同じ小石川高出身、かつ業態別子会社相互参入方式という"中途半端"ながら垣根を取り払う金融制度改革を仕上げ、銀行・証券両畑で通用する人材として松野允彦（証券局長、1960年同期入省）が予定されていたが、証券業界、大手四社なかんずくガリバー野村證券との関係が悪化していた市場主義的な松野を、保田博次官が退官時、自らと共に退官させた。代わって証券局長に小川是、銀行局長に寺村が充てられた。
銀行局長在任中、これら"本流人脈"をフル活用し、日米円・ドル委員会（1984年、のちの日米金融協議 (コトバンク)）合意文書にみる金融自由化・国際化の中で、護送船団方式と呼ばれた金融システム維持及び再編強化という難解な舵取りの諸施策にあたった。具体的には、兵庫銀行には山田實（官房審議官、1956年入省）、吉田正輝（銀行局長、1954年入省）、日住金には岡島和男（日本たばこ産業役員、1951年入省）ら（岡島や吉田ら日比谷高同窓かつ）大蔵OBを充てた救済処置をとりながら、釜石信金は解体・清算したように、両者の再建・解体の基準の明確性ないし公平性、預金保険機構の保険料率引き上げといった実態に即した在り方などが問われた。
官界恒例の任期の点から、寺村ら1961年入省年次からの次官就任は見送られ、1994年7月1日から翌1995年5月26日まで国税庁長官。退官後は、ケンブリッジ大学客員研究員（1996-98年）、国家公務員共済組合連合会理事長（2000-05年）、中央大学法学部同大学院客員教授（1998-2003年）、帝京大学大学院客員教授（1999-2008年）、三重中京大学大学院客員教授（1999-2008年）などを歴任。
その他、2005年9月、日本興亜損害保険顧問、2006年7月、株式会社サンシャインシティ取締役（2019年現任）。

## 同期入省者
入省同期に、野田実（衆議院議員）、濱本英輔（ロッテ球団社長、日本政策投資銀行副総裁、国税庁長官）、松野允彦（証券局長）、畠山蕃（防衛次官）、八木橋惇夫（沖縄金融公庫理事長、環境次官）、源氏田重義（大和銀行副頭取、印刷局長）、田中誠二（長野銀行頭取、税務大学校長）など。

## 略歴
- 1961年4月：大蔵省入省。配属は、銀行局金融制度調査官付（のちの同局調査課）。
- 1963年6月：関東財務局理財部。
- 1964年6月：大阪国税局調査部。
- 1965年4月：大臣官房調査課調査主任[9]。
- 1967年7月：名古屋北税務署長。
- 1968年7月：理財局国庫課長補佐（国資）[10]。
- 1970年7月：大臣官房文書課長補佐（管理・調査） 兼 大臣官房秘書課長補佐（調査）[11]。
- 1971年7月：主計局主計官補佐（地方財政係主査）。
- 1972年7月：主計局主計官補佐（厚生第三係主査）。
- 1974年7月：大臣官房調査企画課長補佐。
- 1976年7月：銀行局総務課長補佐（総括）[4]。
- 1977年6月：大臣官房文書課広報室長。
- 1978年7月：三重県総務部長。
- 1980年6月：主計局主計官（法規課）。
- 1980年7月：大蔵大臣秘書官（事務担当）。
- 1982年11月：大臣官房参事官。
- 1983年6月：大臣官房参事官（主計局担当）。
- 1983年6月：主計局主計官（農林水産担当）。
- 1984年8月：理財局資金第一課長。
- 1985年6月：大臣官房秘書課長。
- 1987年8月5日：主計局次長（末席）。
- 1988年6月15日：主計局次長（次席）（農林水産、運輸、公共事業を担当）[12]。
- 1989年6月23日：主計局次長（筆頭）（総務課（企画、予算総括）、農林水産、運輸・郵政、建設・公共事業、調査課、主計企画官（財政計画担当）、総務課予算事務管理室を担当）[13]。
- 1990年6月29日：経済企画庁長官官房長 兼 経済研究所長。
- 1991年6月11日：理財局長。
- 1992年6月26日：銀行局長。
- 1994年7月1日：国税庁長官。
- 1995年5月26日：退官。